# Сырдарьинский областной комитет КП Узбекистана
Сырдарьинский областной комитет КП Узбекистана — орган управления Сырдарьинской областной парторганизацией, существовавшей в 1963—1991 годах.
Сырдарьинская область с центром в г. Гулистан образована 16.03.1963 из частей Ташкентской и Самаркандской, 29.12.1973 разделена на Сырдарьинскую и Джизакскую области, которые 6.09.1988 вновь слиты в Сырдарьинскую область с центром в г. Джизак. Снова Сырдарьинская область с центром в г. Гулистан создана 16.02.1990, с 1992 года Сырдарьинский вилайет.

## Первые секретари обкома
- март 1963 — 1969 Махмудов Насыр
- 1969—1970 Тасанбаев Егемкул Тасанбаевич
- 1970 — февраль 1971 Худайбердыев Нармахонмади Джураевич
- 1971—1974 Ахмедов, Кудратилла Ахмедович
- 1974 — 18.06.1984 Хайдуров, Виктор Алексеевич
- 18.06.1984—14.01.1986 Антонов, Виктор Александрович
- 14.01.1986—07.03.1990 Клепиков, Александр Фёдорович (06.09.1988—16.02.1990 в г. Джизак)
- 07.03.1990—14.09.1991 Айдаркулов, Абдухалых Абдурахманович